# Война срещу тероризма
Войната срещу тероризма (на английски: The War on Terrorism) или Война срещу терора („War on Terror“ или „Global War On Terrorism“, GWOT) е международна военна кампания, ръководена от Съединените щати и Обединеното кралство с подкрепата на НАТО, както и на държави извън НАТО. Първоначално кампанията започва срещу Ал-Кайда и други военни организации с цел да бъдат елиминирани.
Фразата „Война срещу терора“ за първи път е използвана от американския президент Джордж Уокър Буш и други високопоставени американски служители, за да обозначат глобалната военна, политическа, законодателна и идеологическа борба срещу организации, обявени за терористични и режими, които имат връзка с тях или им осигуряват подкрепа, или срещу организации, които се възприемат или представляват заплаха за САЩ и нейните съюзници като цяло. Най-често тази фраза се използва за военизираните ислямисти и Ал-Кайда.
Въпреки че терминът официално не се използва от администрацията на американския президент Барак Обама (която използва термина Задморски непредвидени операции), тя все още е широко използвана от политици, медии и официални лица по определени държавни теми.

## Възникване и употреба на фразата
Фразата „война срещу тероризма“ се ползва с широка популярност в световната преса. Тя е използвана многократно и от правителството на САЩ при президента Роналд Рейгън през 1980–те. Непосредствено след атентатите от 11 септември 2001 г. към нея прибягва и правителството на Джордж Уокър Буш обявявайки „глобална война на тероризма“ (англ. „Global War On Terrorism“). Преди това е използвана през 1977 г. от Time Magazine във връзка с освобождаването на заложниците от Могадишу.
Изразът се свързва и с отминали подобни инициативи на американските правителства като „войната срещу бедността“ („War on Poverty“) или „войната срещу дрогата“ („War on Drugs“). Подобно на използвания в началото от Буш лозунг за кръстоносен поход срещу терора, военната символика също не е така безспорна. При което критиците изтъкват, че влияе преди всичко (както и използваният от някои консервативни популисти израз „четвърта световна война“) на чувството на страх при много хора, които свързват атентатите в тяхното измерение с обявяване на война на западната цивилизация. Повторното използване на израза е опит на американското правителство да легитимира войната срещу Афганистан и Ирак. Пропагандно да подготви бъдещи възможни военни нападения срещу Иран, Сирия или очертаващите се поредни американски „нежни интервенции“ в Азербайджан, Туркменистан и Казахстан, както и в САЩ в рамките на собствената „програма за борба с тероризма“ чрез преименуване да оправдае нарушаването на основни, граждански и човешки права, като военно нарушение.

### Анализ на езиковата употреба
Анализирайки наложената езикова употреба вследствие на военните действия след 11 септември Ричард Джаксън („Writing the War on Terrorism. Language, Politics and Counter-Terrorism“) установява, че на обществеността трябва да се предадат 4 първични „истини“ под формата на индоктринация:
- Атентатите от 11 септември са военен акт.
- Терористите са антихуманни варвари, които са заслужили да бъдат изтребвани от цивилизованото общество.
- Заплахата от тероризъм е катастрофална, единственият рационален отговор е използването на цялата мощ на въоръжените сили.
- Провежданата от САЩ „Война срещу терора“ е по дефиниция една добра и справедлива война.

Целите на дискурса се състоят в това,
- да се наложи като реална истина.
- да се дефинират границите на здравия човешки разум.
- да се наложат и определят понятията в дебата.
- да се изключат алтернативните примери и начинания.

Те са постигнати преди всичко поради това, че правителството в случая получава подкрепата на демократите и Средства за масова информация.
В заключение той твърди, че езикът на „анти–терористите“ (манипулативно насочен към чувството на „национален патротизъм“) вреди вместо да помага в търсене на политическо решение на насилието и на практика е подпомогнал рекрутирането на терористи. Подобна риторика е единствено извор на тероризъм. Съществуват и „алтернативни решения“ които трябва да бъдат намерени.
Джаксън сравнява „войната срещу тероризма“ с периода на Студената война от 1950–те години, в които липсва възможност за водене на открита дискусия.

## Обявяване на „Война срещу тероризма“
На 20 септември 2001 г. в широко отразената по света като историческа реч пред Конгреса на САЩ и в присъствието на британския премиер Тони Блеър президентът на САЩ Джордж Уокър Буш иска управляващото в Афганистан движение на талибаните да предаде всички членове на терористичната групировка Ал-Кайда, ръководена от Осама бин Ладен, и обвини Ал-Кайда в множество атентати – включително срещу посолствата на САЩ в Кения и Танзания през 1998 г., взривяването на миноносеца „Коул“ и последните, както ги нарече президентът, „трагични актове“ в Ню Йорк и Вашингтон.
Буш поиска от талибаните да освободят всички задържани в Афганистан чужди граждани и да защитят журналистите, дипломатите и хуманитарните служители в своята страна. Затворете незабавно и трайно всички тренировъчни лагери на терористите, настоя Буш и заяви, че тези искания не подлежат на преговори или обсъждане.
“Нашата война срещу терора започва с „Ал Кайда“, но не завършва с нея. Тя няма да приключи, докато всяка терористична група от глобална значимост не бъде открита, спряна и разгромена. (...) Американците не би трябвало да очакват борба, а дългосрочна кампания, различна от всички, които са виждали досега. Тази кампания може да включва драматични нападения, които да бъдат предавани по телевизията, и скрити операции, чийто успех също да остава необявен. Ние ще преследваме и държавите, които предоставят помощ на тероризма или му предлагат сигурно пристанище. Всяка страна във всеки регион трябва сега да реши – или е на наша страна, или е на страната на терористите.“
Той се обърна и към американските войници с призив да бъдат готови. Идва часът, когато Америка ще трябва да действа и вие ще ни накарате да се гордеем, заяви президентът на САЩ.
Речта му е прекъсвана многократно със ставания на крака и бурни аплодисменти.

## Първи реакции

### Реакция на НАТО
Реакцията на НАТО на нападенията срещу Съединените щати е незабавна. В деня след атентатите съюзниците за първи път в историята на съюза се позоват на член 5 от Вашингтонския договор (клауза за колективна отбрана). Те осъждат остро тероризма и изразяват ангажимента да се противопоставят единно и солидарно на заплахата. По молба на Съединените щати са предприети редица мерки включващи обмен на разузнавателна информация, помощ за съюзнически и други държави обект на терористични заплахи, засилени мерки за сигурност на съоръженията на територията на НАТО, попълване на ресурсите на НАТО за поддръжка на операциите срещу тероризма, достъп до въздушното пространство за военни самолети, участващи в антитерористичните операции, както и до пристанищата и летищата, разгръщане на военноморските сили на НАТО в Средиземно море.
Днес тероризма е основна тема на заседанията на Северноатлантическия съвет. Почти всички концепции и доктрини на НАТО са преразгледани в светлината на заплахата от тероризъм.

## Операция „Трайна свобода“
Речта на Буш е конкретен апел към управляващите в Афганистан талибани, за прекратяване на подкрепата на терористичната мрежа на Ал-Каида. Тъй като апелът на американското правителство остава безплоден, САЩ и Великобритания предприемат на 7 октомври 2001 г. въздушни нападения срещу Афганистан, при което едновременно с това спускат и хранителни продукти за населението, за да стане ясно, че нападението не е насочено към афганистанския народ.
Операция „Трайна свобода“ (Enduring Freedom OEF) има за цел да унищожи ръководството и лагерите за обучение на терористи, или да ги залови и изправи пред американски съд, както и да свали режима на талибаните. Тя е водена от САЩ и Великобритания с подкрепата на Коалиционни сили военна операция „против тероризма“. Първоначалното ѝ наименование е операция безкрайна справедливост („Operation Infinite Justice“) но е сменено след протест от средите на мюсюлманската общност, според които „безкрайно справедлив“ може да бъде само Аллах. OEF е разделен в две независими военни операции, които се провеждат в Афганистан (за изкореняване на тероризма, залавяне на Осама бин Ладен и установяване на демократично правителство в Афганистан) и в морските територии на Африканския рог (за охрана на търговското корабоплаване и опазване на морските търговски и петролни пътища в региона). В началната фаза на операцията в бойна готовност са държани и части в персийския залив. Операциите се ръководят от USCENTCOM с главна квартира в Тампа, Флорида в тях към момента взимат участие 70 нации.

## Операция „Активно усилие“
От 26 октомври 2001 г. в отговор на атентатите от 11 септември в средиземно море военноморските сили на НАТО са обединени в операцията Активно Усилие (Active Endeavor), целта на която е демонстрация на решителност и сила в опазване морските пътища и търговското корабоплаване, както и възпираща възможни терористични атаки. Тя е в помощ и на Гърция в превенцията и с нелегалните емигранти, UNIFIL участва също и в Ливан. Съществена задача на тази операция е контрол на средиземноморското пространство за регистриране и документиране на цивилното корабоплаване и на участващите в него търговски кораби. Събраните данни са основа за превантивни действия срещу тероризма.

## Жертви

### Жертви на военните действия
Жертвите сред военните в Афганистан общо от началото на войната към 24 август 2007.
663 Коалиционни войници от които: 428 загинали американски войници, 73 британски войници, 69 канадски войници, 24 германски войници, 21 испански войници, 10 френски войници, 9 италиански войници, 9 холандски войници, 4 румънски войници, 4 датски войници, 2 шведски войници, 2 естонски войници, 2 норвежки войници, 1 загинал австралийски войник,1 финландски войник, 1 полски войник, 1 португалски войник, 1 южно корейски войник, 1 загинал чешки войник, и неизвестен брой афганистански военни. В пресата периодично се изказват съмнения за достоверността на статистиката.
Информациите за жертвите сред цивилното население са крайно противоречиви, поради невъзможността да бъде водена обективна статистика, официални данни не са публикувани.
- Според Марк Херолд[11] от американските бомбардировки са починали 3600 цивилни.
- Джонатан Стил[12] обявява в „Гардиън“ числа между 20 000 и 49 000 починали, в резултат на инвазията.
- Изследване на „Los Angeles Times“ посочва приблизително 1000 цивилни жертви.

Жертви сред военните в Ирак общо от началото на войната. (Състояние от 2 септември 2007) 4.036 Коалиционни войници, от които: 3.739 загинали американски войници, 168 британски войници, 33 италиански войници, 21 полски войници, 18 украински войници, 13 български войници, 11 испански войници, 7 датски войници, 5 войници от Ел Салвадор, 4 словашки войници, 3 латвийски войници, 2 естонски войници, 2 холандски войници, 2 тайландски войници, 2 австралийски войници, 2 румънски войници, 1 загинал унгарски войник, 1 казахски войник, 1 чешки войник, 1 загинал южно корейски войник и 7.395 убити иракски войници и полицаи (Състояние от 2 септември 2007)
Всяка обявяване на броя на жертвите сред цивилното население грешно, броят им може да бъде установен единствено след приключване на геноцида.

### Жертви за България
В участието си в освобождаването на Ирак, както бива наричана намесата на американски и други войници в Ирак, българските военни части понасят 13 смъртни случая, което нарежда България на 6-о място по този показател (данните са актуални към октомври 2009). Седем души загиват в бойни условия, петима при катастрофи и един от приятелски огън. Двама български шофьори, работещи за компании, обслужващи коалиционните сили, са отвлечени, изтезавани и убити в Ирак, трети е застрелян от засада. Загиват също трима български летци при обстрел на хеликоптера им през април 2005 г.